# Mary Godolphin, Công tước phu nhân xứ Leeds
Mary Godolphin, Công tước phu nhân xứ Leeds (23 tháng 11 năm 1723 – 3 tháng 8 năm 1764), là con gái của Henrietta Churchill, Công tước thứ 2 xứ Marlborough và Francis Godolphin, Bá tước thứ 2 xứ Godolphin, là cháu gái của bộ ba chính phủ quyền lực dưới thời trị vì của Nữ vương Anne của Vương quốc Anh: vị tướng và chính trị gia nổi tiếng John Churchill, Công tước thứ 1 xứ Marlborough, và vợ là Sarah Jennings, Công tước phu nhân xứ Marlborough (thông qua mẹ); và Sidney Godolphin, Bá tước thứ 1 xứ Godolphin (thông qua cha).